# أنجرونيا
أنجرونيا؛ ( باللغة البيدمونتية: Angreugna، باللغه الأكستانية: Angruenha ) هي بلدية في مدينة تورينو الحضرية، في منطقة بيمنتة الإيطالية، وتقع على بعد حوالي 45 كيلومتر (28 ميل) جنوب غرب تورينو.
تقع أنجرونيا على حدود البلديات التالية: بيريرو وبرالي وبرامولو وسان جيرمانو كيزوني وبراروستينو وفيلار بيليتشيه وبريشيراسيو وتوري بيلليس ولوسيرانا سان جيوفاني.

## معبد ولدنسيان

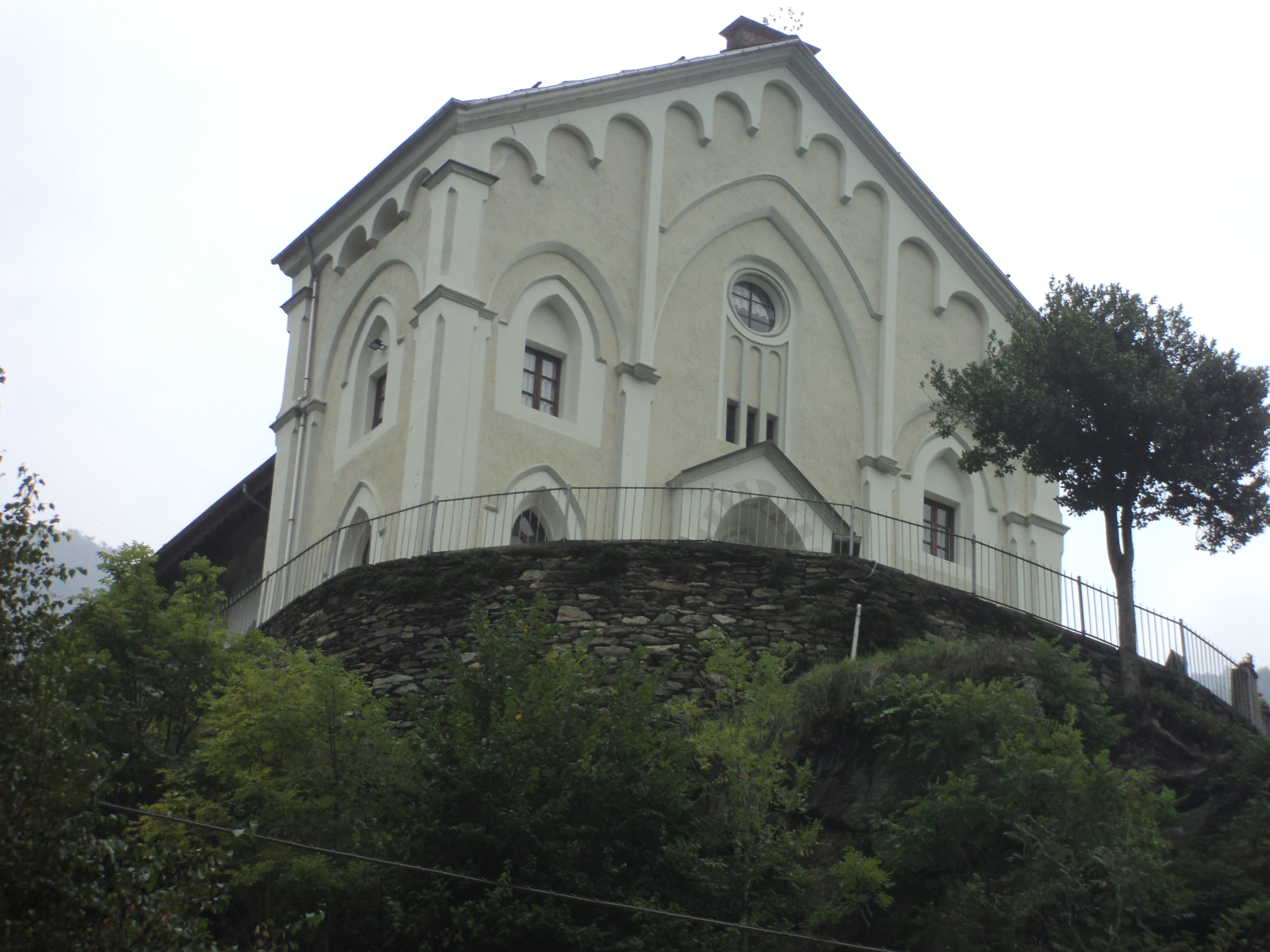
معبد والدنسيان في برا ديل تورنو.

وادي أنجرونيا، فال دي أنجرونيا، الذي يقع في جبال الألب الكوتية بين بيدمونت وفرنسا له أهمية تاريخية للكنيسة الوالدين. وادي جبال الألب الضيق يبدأ في فال بيللس، ينتهي وادي أنجرونيا في قرية برا ديل تورنو التي كانت موقعًا لمركز إرسالية الوالدين خلال العصور الوسطى. وبسبب ضيق الوادي ،فقد استخدم كملجأ عسكري وديني للوالدانيين، وكانت برا ديل تورنو مركزًا لمقاومة الولدين من القرن الثالث عشر إلى القرن الثامن عشر. وكدليل على اضطهادهم، فلا يزال هناك نوع من سراديب الموتى يقع بالقرب من قرية سان لورينزو.
في أوقات ما قبل الإصلاح، تم تدريب المبشرين الوالدانيين في كلية في برا ديل تورنو من قبل "باربيز"، قساوسنهم، للعمل كتجار لنشر رسالتهم في جميع أنحاء أوروبا. حيث لا تزال أنقاض هذه الكلية موجودة. وتوجد اليوم كنائس كاثوليكية ووالدانية في برا ديل تورنو، وكذلك في عدد من القرى الأخرى في الوادي.
تم اختيار أنجرونيا كملاذ الولدايين من الجيوش البابوية تحت المندوب البابوي كاتانيو في عام 1488. كلف الثور البابوي كاتانيو بتدمير السكان الزنديقين في الوديان الوالدانية لكن المدافعين عن الولدايين كانوا قادرين على صد القوات البابوية خارج برا ديل تورنو وحماية السكان الرئيسيين في القرية من المذبحة. وفي عام 1532، في تشافارونا في أنجرونيا، اتخذ المجمع الكنسي الوالداني للكنائس في فرنسا وكالابريا وبوليا قرارًا بأن تنضم الكنيسة الولادية إلى الإصلاح البروتستانتي الذي كانت مذاهبهم قد نذرت به مسبقًا.
عانى الولدنسيان في أنجرونيا من اضطهادات شرسة على مدار القرن السابع عشر لكنهم تلقوا دعمًا من أوليفر كرومويل وويليام أوف أورانج. في عام 1686، بدأ فيتوريو أميديو الثاني، وفقًا لسياسة لويس الرابع عشر في فرنسا، بالطرد المنهجي لوديان الوالدنسيين. دمرت القوات المحلية منازل الولدنسيين وتمت مصادرة أراضيهم في الوادي ومن ثم بيعها للكاثوليك القادمين من أماكن أخرى في بيدمونت. بعد المصالحة مع فيكتور أماديوس، عاد الولدانيين إلى أراضيهم ومنازلهم في الوادي. حيث أعطى تشارلز ألبرت من سافوي الوالدانيين حرية العبادة ، في فبراير 1848.
في القرن التاسع عشر، أسس أنصار الولدنسيان البريطانيين، الذين مولوا مقر الوالدنسيان في توري بيليس المجاورة، مدرسة ابتدائية للأطفال الوالدنسيين الذين يعيشون في أنجرونيا.

## الشعب
- ويلي بيرتين (مواليد 1944)، متسلق جبال التزلج ورياضى رياضى